# Горещо маце
„Горещо маце“ (на английски: The Hot Chick) е американски фантастичен комедиен филм от 2002 година на режисьора Том Брейди.

## Актьорски състав
| Актьор              | Роля                                                                                                  |
| ------------------- | --- |
| Роб Шнайдер         | Клайв Макстън – престъпник-губещ, който случайно смени тялото си с Джесика Спенсър[ неясно? ]         |
| Рейчъл Макадамс     | Джесика Спенсър – високомерна красота[ неясно? ], мажоретка                                           |
| Ана Фарис           | Ейприл – най-добрата приятелка на Джесика                                                             |
| Матю Лорънс         | Били – красив млад мъж, в когото е влюбена Джесика                                                    |
| Александра Холдън   | Лулу – червенокосата приятелка на Джесика                                                             |
| Сам Думит           | Идън – гот момиче, което Джесика тормози и с което по-късно се сприятелява.                           |
| Меган Кулман        | Хилденбург – умно момиче с наднормено тегло, което Джесика тормози и с което по-късно се сприятелява. |
| Майкъл О'Кийф       | Ричард Спенсър – бащата на Джесика                                                                    |
| Мелора Хардин       | Карол Спенсър – майката на Джесика                                                                    |
| Ерик Кристиан Олсен | Джейк – приятелят на Били, който мисли само за секс                                                   |
| Марица Мъри         | Кисия „Линг-Линг“ Джаксън – афро-корейско-еврейско-американска приятелка на Джесика                   |
| Тамера Моури        | Сиси – близначката на Венеция и приятелката на Кисия                                                  |
| Тиа Моури           | Венеция – близначката на Сиси и приятелката на Кисия                                                  |
| Мария-Елена Лаас    | Бианка – мажоретка, която е враг на Джесика                                                           |
| Мат Уайнбърг        | Бугър Спенсър – по-малкият брат на Джесика                                                            |
| Джоди Лонг          | г-жа Джаксън – корейската майка на Кисия                                                              |
| Анджи Стоун         | Мадам Мамбуза – господарката на магазин, където се продават магически обеци                           |
| Лий Гарлингтън      | Марджъри Бърнард – заместник-директорът на гимназията                                                 |